# پیر اولیویه
پیر اولیویه(به فرانسوی: Pierre Ollivier)(زادهٔ ۱۸۹۰ میلادی-درگذشتهٔ نامعلوم) کشتی گیر اهل بلژیک بود.وی در مسابقات کشتی آزاد المپیک تابستانی ۱۹۲۴ مدال نقره گرفت.